# Obłączek

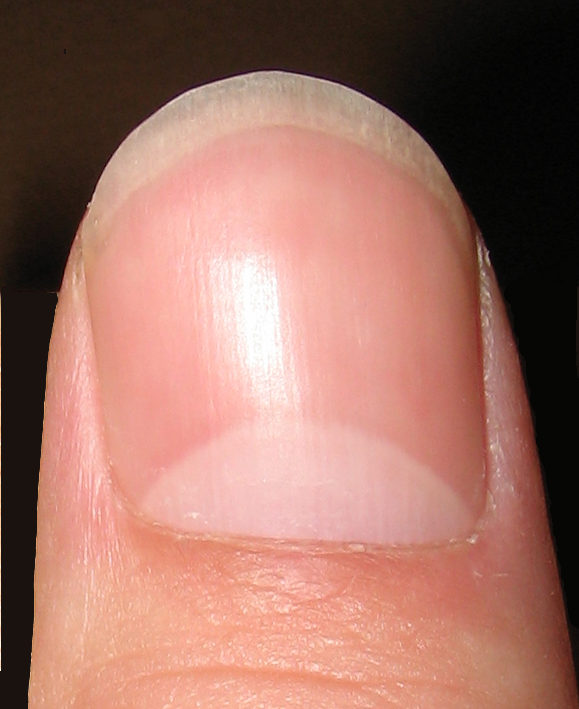
Paznokieć z wyraźnie uwidocznionym obłączkiem

Obłączek (łac. lunula) – białawy obszar w kształcie półksiężyca u dołu paznokcia, widoczny na palcach, najczęściej na kciukach. Jest widoczną częścią korzenia paznokcia. Białe zabarwienie wynika ze słabszego przylegania płytki paznokcia do macierzy. Obłączek jest głównym miejscem wzrostu paznokcia.